# Alliston
Alliston [ˈælɪstən] ist eine Ortschaft in der kanadischen Provinz Ontario. Alliston liegt etwa 90 Kilometer nordnordwestlich von Toronto. Seit der Eingemeindung 1991 ist Alliston der Verwaltungssitz der Großgemeinde New Tecumseth im Simcoe County. Alliston hat etwa 15.379 Einwohner (2011).
Alliston wird durch den Highway 89 geteilt. Drei Kilometer westlich Allistons liegt der Earl-Rowe-Provincial-Park, einer der größten Provincial Parks im Süden Ontarios.
Die Ortschaft galt als kommerzielles Zentrum für Kartoffelbauern, die noch immer das Erwerbsbild der Stadt mitprägen; jährlich wird das Alliston Potato Festival veranstaltet. Mit 4.500 Beschäftigten ist jedoch heute das Unternehmen Honda Canada wichtigster Arbeitgeber der Stadt, das im Südosten der Stadt zwei Werke betreibt.

## Geschichte
Im November 1847 wurde das erste Haus von Alliston durch William Fletcher und seinen Sohn errichtet. Im Sommer 1848 kam ein Sägewerk und erste Industrieansiedlungen dazu. 1853 wurde von Familie Fletcher eine Getreidemühle errichtet und ab 1874 wurde Alliston erstmals urkundlich als Dorf erwähnt. 1875 nahm der Gemeinderat mit Reeve George Fletcher als Vorsitzenden das erste Mal seinen Dienst auf. Auf den Schienen der Hamilton und North Western Railway erreichte 1878 der erste Zug Alliston.
1891 wurde Alliston zur Stadt ernannt und John Steward zum Bürgermeister gewählt.
Schließlich gab es am 8. Mai 1891 einen Brand, der sämtliche Geschäfte und viele Wohnungen auf einer Fläche von mehr als 1,2 km² zerstörte. Daraufhin wurde in den folgenden Jahren ein Wasserwerk in Alliston erbaut.
Frederick Banting, der später den Nobelpreis erhielt und von der Queen geadelt wurde, war Mitentdecker des Insulins und eröffnete am 14. Februar die Memorial Library. Er wurde 1891 in Alliston geboren. Es besteht die Möglichkeit, sein Geburtshaus und den anschließenden Park in Alliston zu besichtigen.
Banting war Leiter der Schulaufsichtsbehörde von Alliston. Die Highschool der Stadt heißt zu seinen Ehren Banting Memorial Highschool.

## Söhne und Töchter der Stadt
- John Gould (* 1949), Eishockeyspieler
- Larry Gould (* 1952), Eishockeyspieler
- Deanne Rose (* 1999), Fußball-Nationalspielerin